# Свердловина №1 (Жденієво)
Свердловина №1 — гідрологічна пам'ятка природи місцевого значення. Об'єкт розташований на території Воловецького району Закарпатської області, с. Жденієво, ДП «Воловецьке ЛГ», Жденіївське лісництво, урочище «Кочилово», квартал 6, виділ 5.
Площа — 0,5 га, статус отриманий у 1984 році (Рішення Закарпатського облвиконкому від 23.10.1984 р. № 253).
Охороняється свердловина з мінеральною водою та прилегла територія. Вода гідрокарбонатно-натрієво-кальцієва. Загальна мінералізація - 0,18 г/л. Придатна для лікування захворювань органів травлення.